# 美聯工商舖
美聯工商舖有限公司（港交所：00459，英文：Midland IC&I Limited）是一家在香港交易所上市的公司，其集團現時之主要業務為提供有關工商、商業物業及商舖之地產代理服務。
美聯工商舖現為美聯集團有限公司（港交所：01200）之附屬公司，美聯集團持有當中超過51%己發行股份。
2021年7月1日，黃漢成辭任美聯工商舖執行董事及行政總裁等職務，轉任顧問，盧展豪獲委任為執行董事、執行委員會之成員，及集團物業代理業務之行政總裁。

## 公司前身
美聯工商舖是在1982年由美聯集團成立部門，於是把美聯集團旗下部門注入於EVI教育亞洲有限公司約51%股權，成為其大股東。

## 轉型及改名
於2007年中，EVI教育亞洲有限公司從母公司美聯集團，購入在香港提供工商業物業(辦公室及商舖)代理服務的業務，此舉變相為美聯集團把其工商舖地產代理業務分拆上市。EVI教育亞洲有限公司亦隨即更改名稱為美聯工商舖有限公司(Midland IC&I Limited)。
美聯工商舖並於2008年中把其股份從香港交易所創業板轉往主板上市。
現時主席為鄧美梨女士，即美聯集團主席黃建業先生之配偶。

## 美聯工商舖主要業務
- 美聯工商
- 美聯商業
- 美聯旺舖
- 香港置業工商舖
- 美聯工商舖測量師行

## 参見
- 美聯集團

## 外部連結
- 美聯工商舖有限公司 Midland IC&I Ltd. 官方網址
- 美聯集團有限公司 Midland Holdings Limited 官方網址
- 香港置業(地產代理)有限公司 Hong Kong Property Services (Agency) Ltd. 官方網址
- 美聯集團有限公司 雅虎香港財經
- 美聯工商舖有限公司 雅虎香港財經[永久]